# Ameiva wetmorei
Ameiva wetmorei är en ödleart som beskrevs av  Leonhard Hess Stejneger 1913. Ameiva wetmorei ingår i släktet Ameiva och familjen tejuödlor. Inga underarter finns listade i Catalogue of Life.